# Luigi Caetani
Luigi Caetani, italijanski rimskokatoliški duhovnik, škof in kardinal, * 1595, Piedimonte, † 15. april 1642, Rim.

## Življenjepis
14. marca 1622 je bil imenovan za naslovnega patriarha, 12. junija je prejel škofovsko posvečenje in 14. novembra istega leta je bil imenovan za soupraviteljskega nadškofa Capue; 17. marca 1624 je postal polni nadškof. S tega položaja je odstopil 1. marca 1627.
19. januarja 1626 je bil povzdignjen v kardinala.